# Monte S. Angelo
Monte S. Angelo este o arie protejată (arie specială de conservare — SAC, sit de importanță comunitară — SCI) din Italia întinsă pe o suprafață de 65 ha, integral pe uscat.

## Localizare
Centrul sitului Monte S. Angelo este situat la coordonatele 41°17′38″N 13°15′40″E / 41.293889°N 13.261111°E.

## Înființare
Situl Monte S. Angelo a fost declarat sit de importanță comunitară în iunie 1995 pentru a proteja 7 specii de animale. Situl a fost protejat și ca arie specială de conservare în decembrie 2016.

## Biodiversitate
Situată în ecoregiunea mediteraneană, aria protejată conține 1 habitat natural: Tufărișuri termo-mediteraneene și de pre-deșert.
La baza desemnării sitului se află mai multe specii protejate de  păsări (7): fâsă-de-câmp (Anthus campestris), Apus pallidus, caprimulg (Caprimulgus europaeus), șoim călător (Falco peregrinus), sfrâncioc roșiatic (Lanius collurio), gaia neagră (Milvus migrans), Tachymarptis melba.
Pe lângă speciile protejate, pe teritoriul sitului au mai fost identificate 8 specii de plante, 2 specii de păsări.